# Paul Channon
Paul Channon (9 octobre 1935 – 27 janvier 2007) est un homme politique britannique.

## Biographie
Élu en 1959 député de Southend West au Parlement du Royaume-Uni sous les couleurs du Parti conservateur, il conserve son mandat jusqu'en 1997. De mars à novembre 1972, il est ministre d'État au Northern Ireland Office. Durant son mandat, il participe aux pourparlers avec l'IRA provisoire. Secrétaire d'État au commerce et à l'industrie de 1986 à 1987 puis Secrétaire d'État au transport de 1987 à 1989, il devient baron Kelvedon à vie à la Chambre des lords en 1997.